# Кінні монументи України
Кінний монумент вважається вершиною скульптурного мистецтва. Чимало їх є в Україні. Верхи на коні зображено багато відомих українців, а також легендарних осіб. Є пам'ятники, головний герой яких зображений не верхи, а кінь стоїть поруч нього, або вершник є серед фігур, які доповнюють головного героя. Споруджено також ряд монументів самим коням.

## Київ
У Києві споруджено 9 кінних монументів. Перший з них — гетьману Богдану Хмельницькому на Софійській площі. Також має бути споруджений кінний монумент гетьману Іванові Мазепі на площі Слави скульптора Анатолія Куща.
1. Пам'ятник Богдану Хмельницькому на Софійській площі роботи скульптора Михайла Микешина, відкритий 11 липня 1888.
2. Пам'ятник Миколі Щорсу на бульварі Т. Шевченка роботи скульпторів М. Лисенка, В. Бородая, М. Суходолова, відкритий у 1954 році.
3. Пам'ятник гетьману Петру Сагайдачному на Контрактовій площі роботи скульптора Швецова В. В. за участю скульпторів Кунцевича Є. М., Крилова Б., Сидорука О., відкритий 19 травня 2001.
4. Пам'ятник «Козак Мамай» на майдані Незалежності роботи скульптора Валентина Зноби, відкритий 14 жовтня 2001.
5. Пам'ятник князю Святославу Хороброму на площі перед МАУП роботи скульпторів Сидорука О. Ю. Крилова Б.Ю. На постаменті під фігурою князя є дві кінні скульптури руського та хозарського воїнів. Відкритий у серпні 2003 р.
6. Пам'ятник захисникам кордонів Вітчизни (прикордонникам) — козак на коні на площі перед Адміністрацією ДПСУ скульптора В. Медвєдєва. Відкритий 26 травня 2004.
7. Пам'ятник князю Святославу Хороброму на Пейзажній алеї скульптора О. Пергаменщика, встановлений у 2004 році.
8. пам'ятник Героям України. У серпні 2015 р. на вул. Володимирській, біля будівлі СБУ, відкрили кінний монумент «Героям України».
9. Пам'ятник Іллі Муромцю. 2 серпня 2018 р. в Києві відкрито монумент Іллі Муромцю.

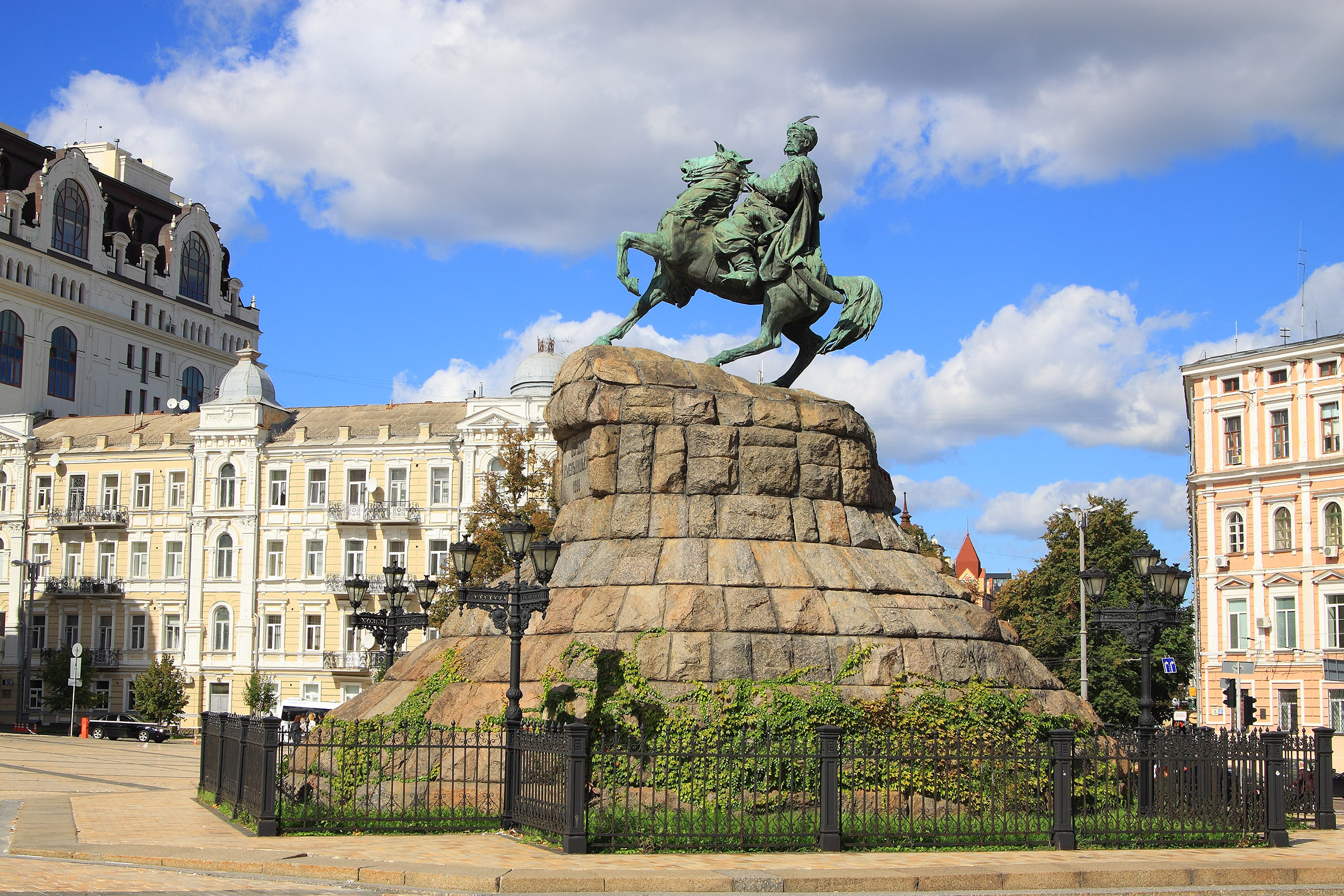
Пам'ятник Богдану Хмельницькому у Києві
Пам'ятник козаку Мамаю у Києві
Пам'ятник князю Святославу Хороброму перед МАУП у Києві
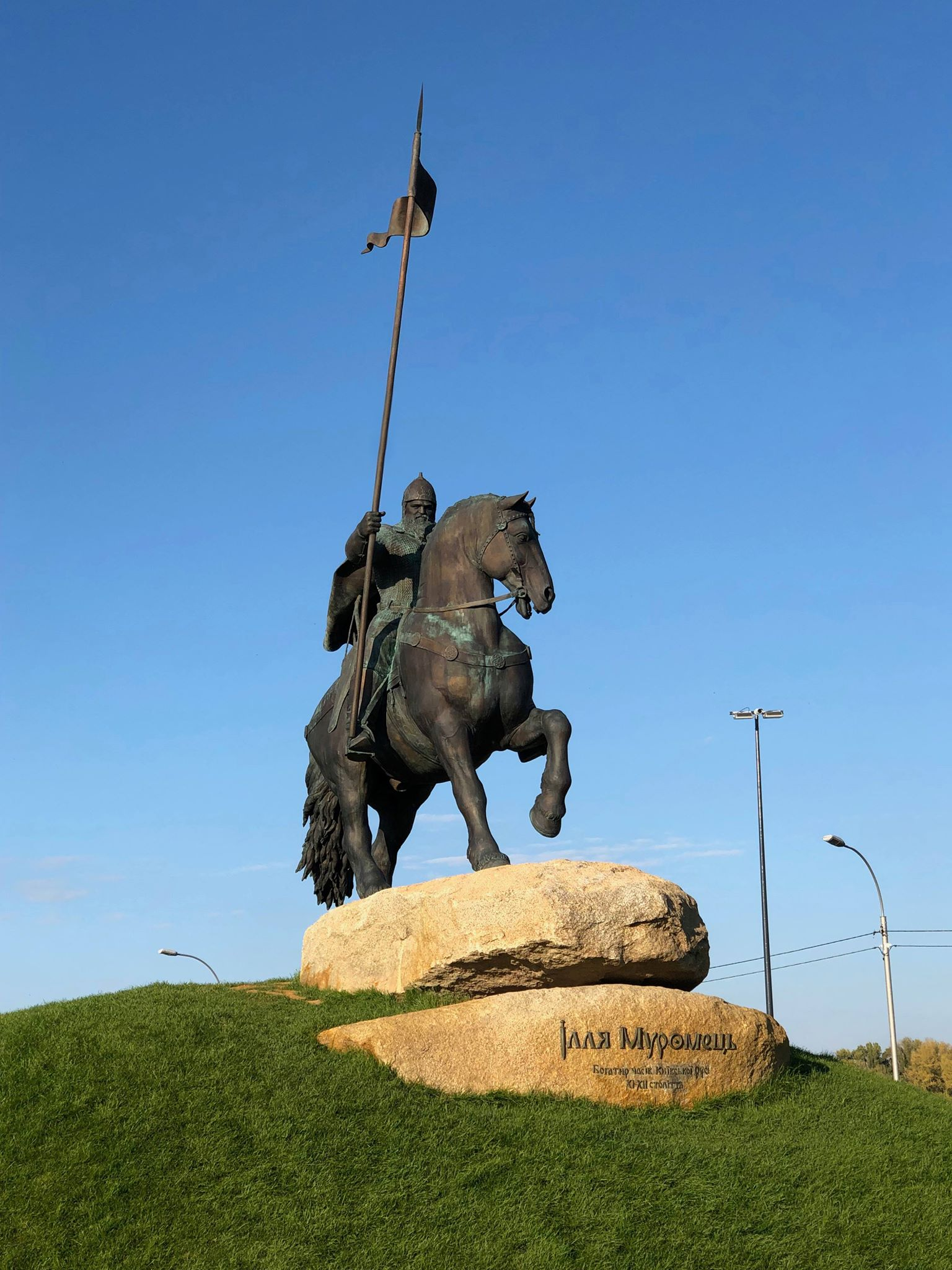
Пам'ятник Іллі Муромцю

## Київська область

### Переяслав
Пам'ятник Слову о полку Ігоревім в м. Переяслав знаходиться на розі вулиць Покровської та Богдана Хмельницького. Це багатофігурна композиція, в якій є кінна постать князя Ігора.

### Старі Петрівці Вишгородського району
У с. Старі Петрівці Вишгородського району у 2008 р. відкрито пам'ятник князю Святославу Ігоревичу. Автори: скульптори — Сидорук О.Ю. Крилов Б. Ю., архітектор — Климчик В. В. Монумент виготовлено із штучного каменю.

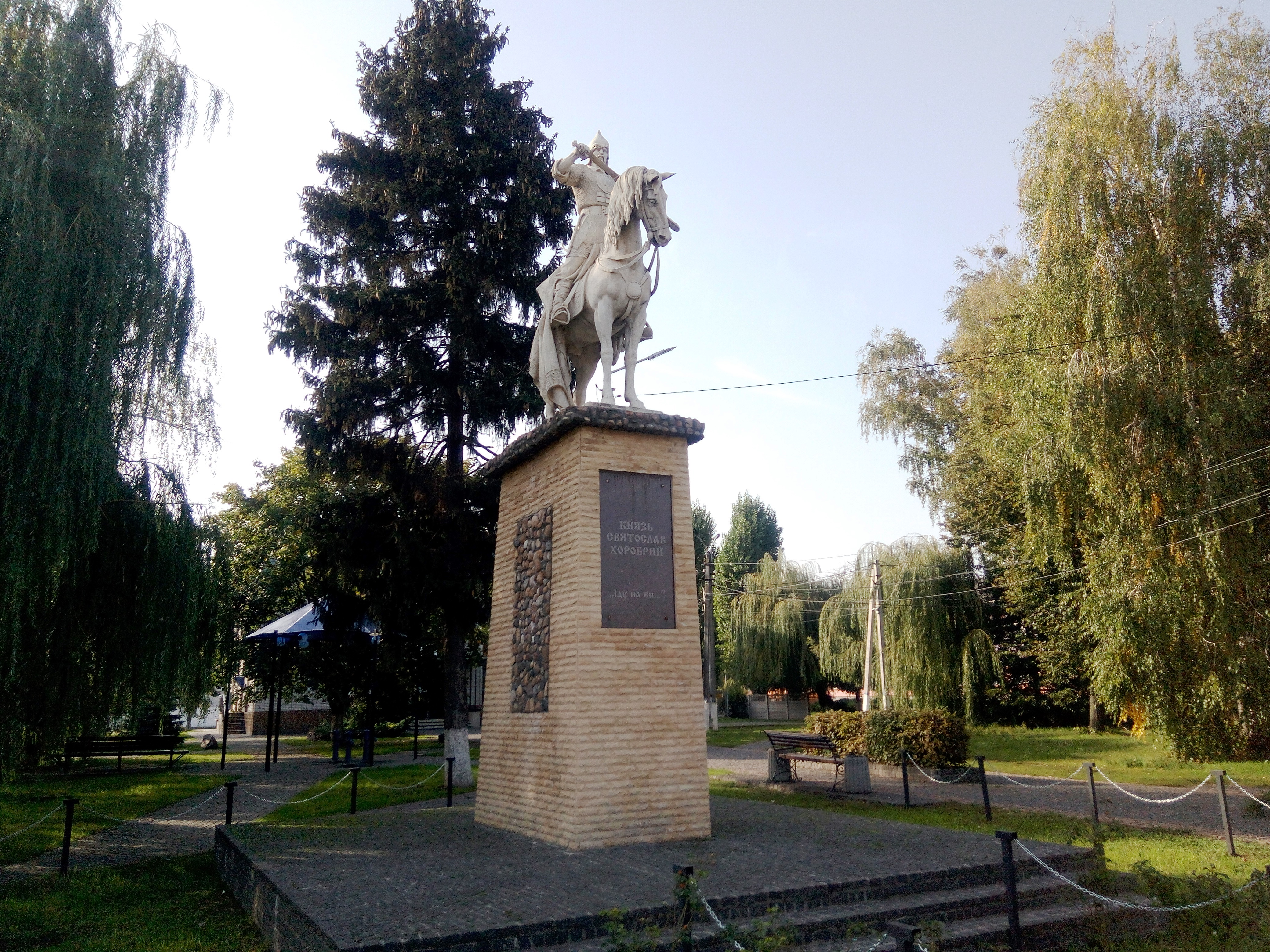
Пам'ятник Святославу Хороброму у селі Старі Петрівці

## Дніпропетровська область

### Жовті Води
У м. Жовті Води в парку «Слави» встановлено пам'ятник «Героям визвольної війни українського народу 1648—1954 років» (Б.Хмельницькому, І.Богуну, М.Кривоносу (на конях)). Скульптори — А. Білостоцький, О.О. Супрун

### Кривий Ріг
У м. Кривий Ріг 28.05.2011 р. встановлено пам'ятник «Легендарному засновнику Кривого Рогу — козаку Рогу». Скульптор — Олександр Васякін

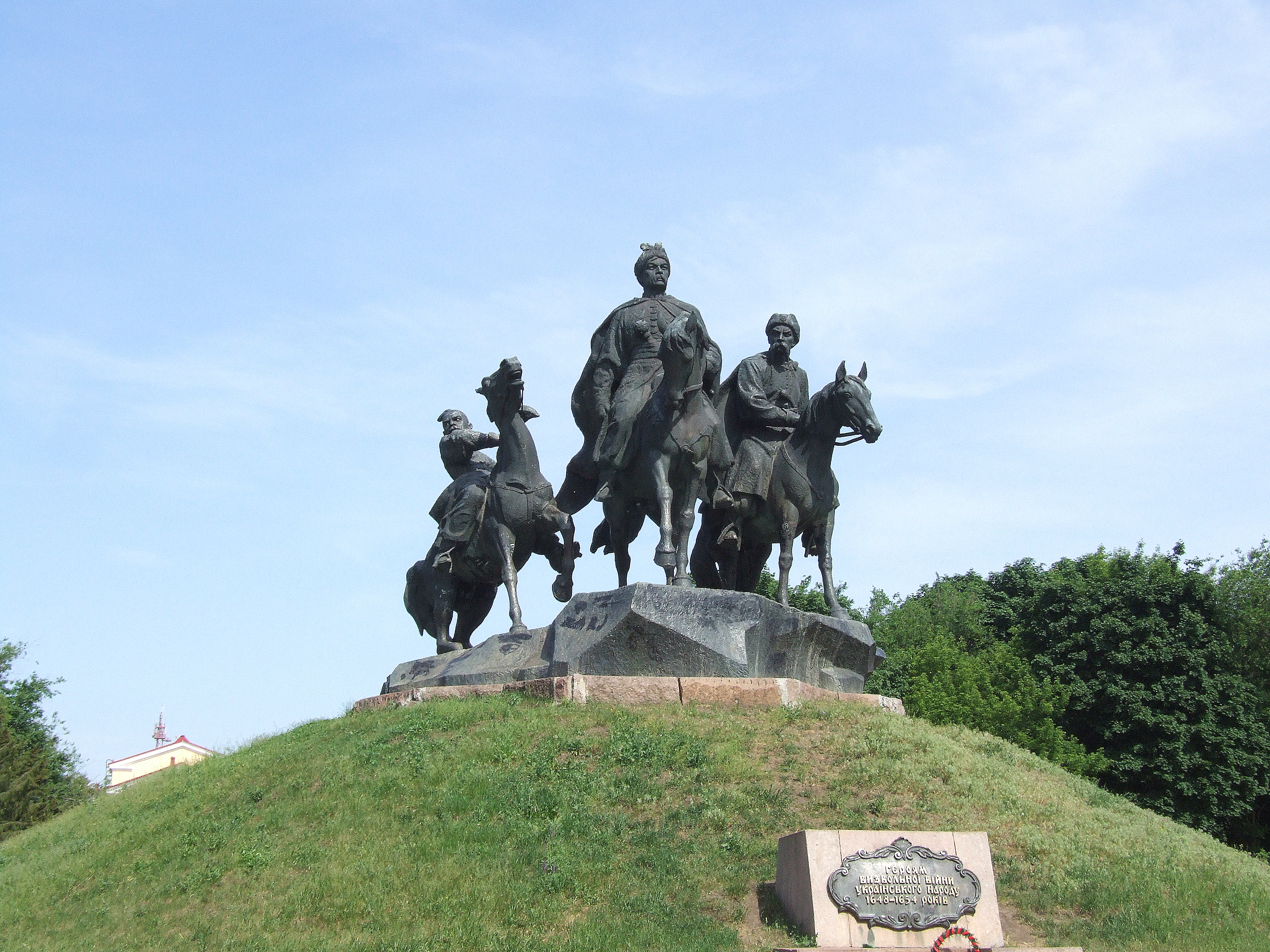
Пам'ятник «Героям Визвольної війни Українського народу 1648–1654 рр.», Жовті Води
Пам'ятник Козаку Рогу у місті Кривий Ріг

## Донецька область

### Донецьк
У Донецьку є три кінні монументи:
- Богдану Хмельницькому в Пролетарському районі (1954 р.)
- Юрію Змієборцю в Парку кованих фігур (28 серпня 2011 р.)
- Олександру Невському на Шахтарській площі (серпень 2011 р.)

Пам'ятник Богданові Хмельницькому в Донецьку встановлений у 1954 році до 300-річчя Переяславської ради у сквері біля БК «Ювілейний» на вулиці Великій Магістральній. Автор кінної фігури гетьмана — донецький скульптор Павло Павлович Гевеке.

### Українськ
В Українську пам'ятник Хмельницькому був встановлений 14 жовтня 1964 біля шахти «Україна». Залізобетонний пам'ятник є ідентичною копією пам'ятника роботи Гевеке в Донецьку

## Івано-Франківська область

### Галич
У м. Галич на пл. Різдва 20.09.1998 р. відкрито пам'ятник князю Данилу Галицькому. Скульптори — О. Пилєв, В. Подольський, архітектор — О. Чамара.

## Закарпатська область
Мукачеве
3 березня 2019 р. у м. Мукачево відкрито перший в Закарпатській області кінний монумент - св. Мартину, покровителю міста. Скульптори Степан Федорин та Микола Гурмак.
Берегово

17 грудня 2019 р.  у м. Берегово відкрито монумент Ференцу II Ракоці.

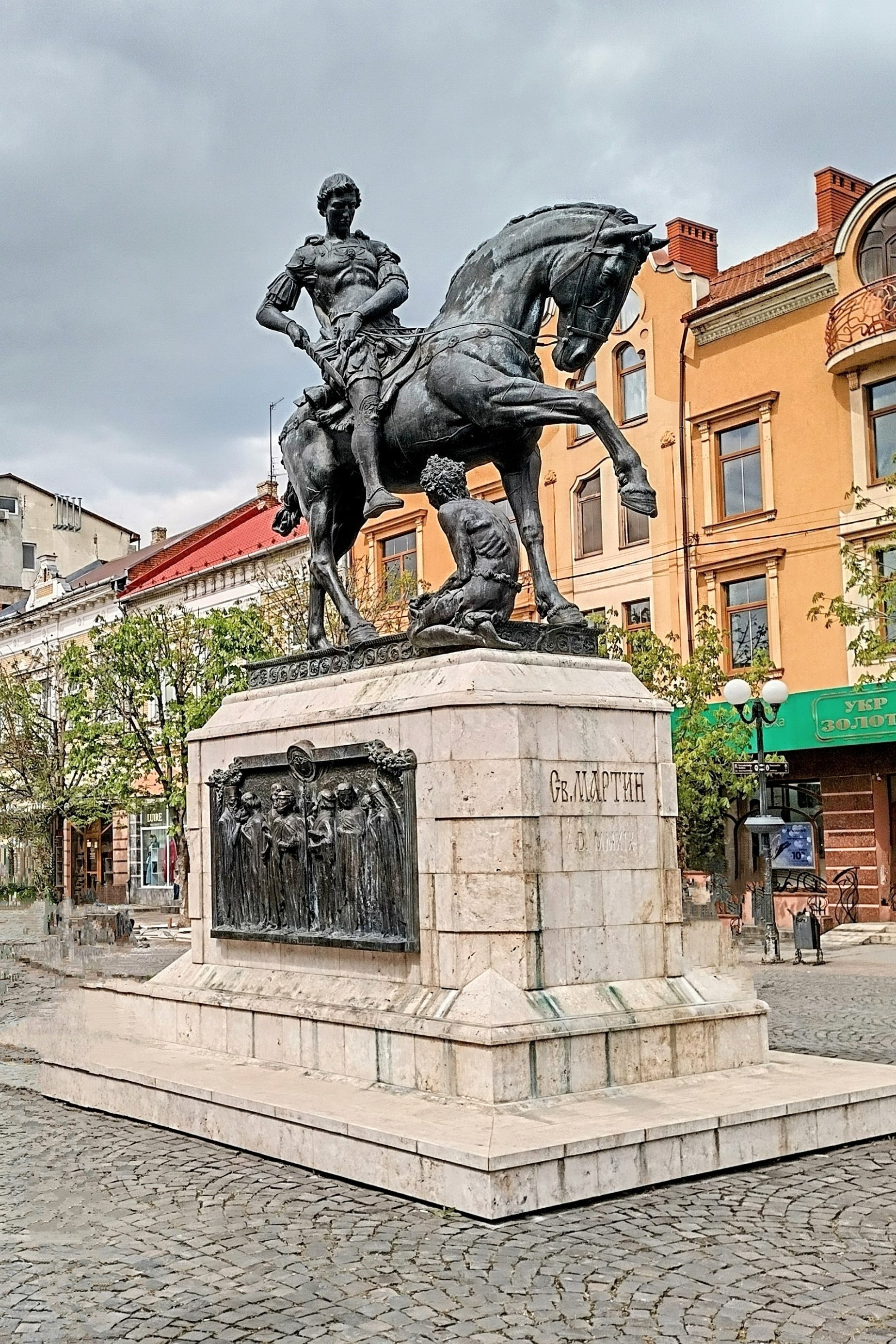
Пам'ятник Святому Мартину Турському у місті Мукачево

## Житомирська область

### Звягель
У м. Звягель 1968 р. відкрито пам'ятник Бійцям 1-ї Кінної Армії. Згідно із законом про декомунізацію у 2017 р. кінну фігуру будьонівця демонтовано, а на його місці помістили кінну фігуру козацького полковника Михайла Тиші, очільника Звягельського козацького полку (після розформування Звягельського полку в «Реєстрі Війська Запорозького» Тиша записаний як козак Овруцької сотні Київського полку).

### Коростень
У м. Коростень 24 серпня 2012 р. відкрито пам'ятник Добрині Микитичу.

## Запорізька область

### Запоріжжя
В м. Запоріжжя біля Запорізького дуба є бронзова фігура козацького коня.

## Луганська область

### Луганськ
1. В м. Луганськ на вул. Коцюбинського у 1981 р. споруджено монумент К. Е. Ворошилову (скульптор А. Посядо, архітектор — А. Душкін).

Пам'ятник К. Ворошилову у Луганську

2. У вересні 2005 р. в Луганську відкрито монумент князю Ігору Святославовичу авторства скульптора Миколи Можаєва.

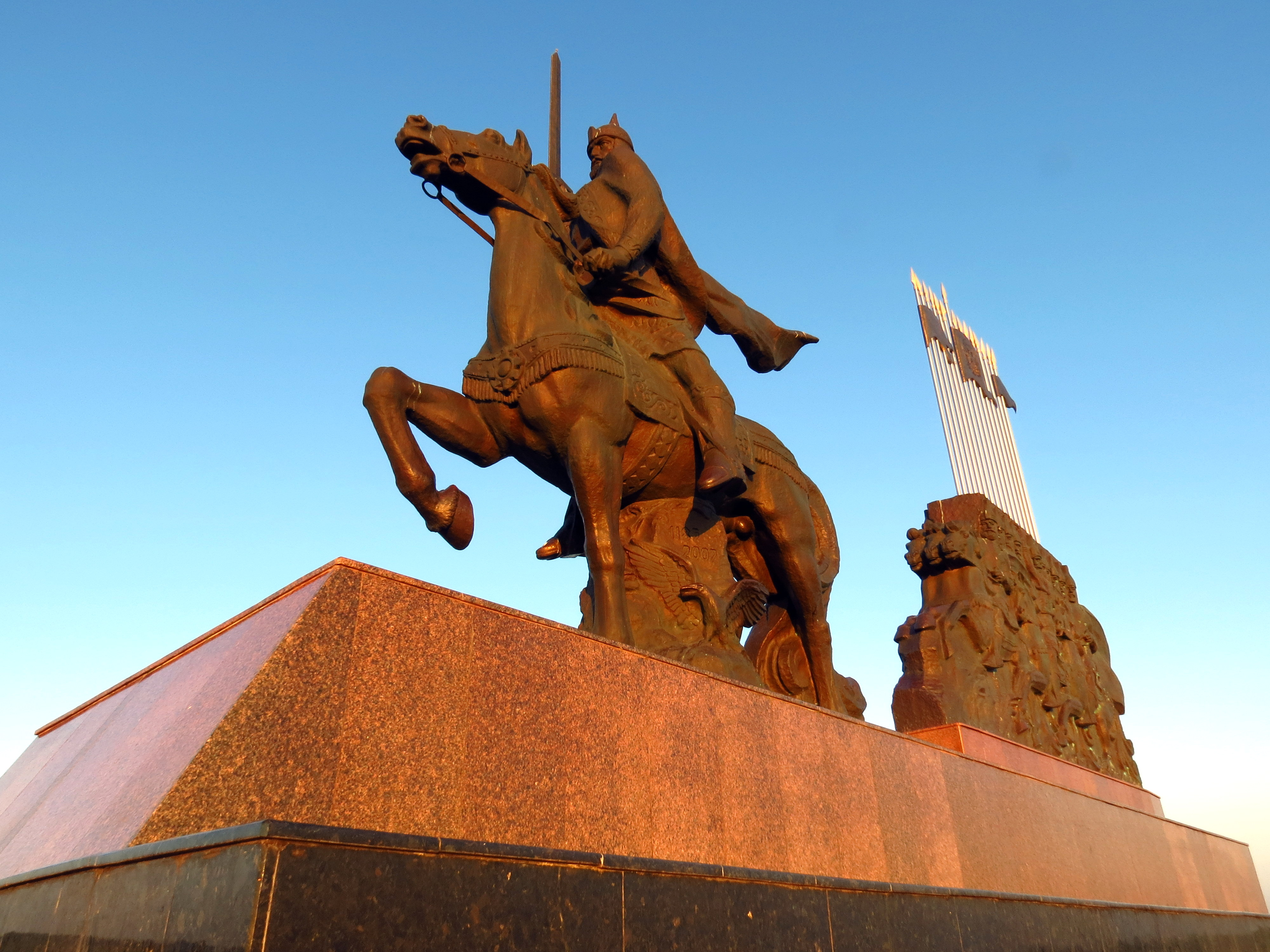
Пам'ятник Князю Ігорю і його дружині на виїзді з Луганська. 2013 рік.

### Новолимарівка
В с. Новолимарівка Біловодського району 1960 р. встановлено Монумент червоним кавалеристам (братська могила, 1919-20), 1960.

### Новоолександрівка
У с. Новоолександрівка Біловодського району є фігура Коня-ваговоза

## Львівська область

### Львів
У Львові є чотири кінні монументи:
1. Фігура святого Юрія Змієборця на аттику фасаду Архикатедрального собору Св. Юра авторства скульптора Йогана Георга Пінзеля (1759—1761).
2. Пам'ятник «Правоохоронцям, які загинули під час виконання службових обов'язків» (св. Юрій Змієборець на коні) на площі Генерала Григоренка (22 серрня 1999), автори — Володимир та Андрій Сухорські.
3. Пам'ятник Королю Данилу Галицькому на площі Галицькій (26 жовтня 2001), автори — Василь Ярич, Роман Романович.
4. Пам'ятник ветеринару на території Львівського національного університету ветеринарної медицини імені Степана Гжицького відкритий 29 серпня 2016. Композиція має три основних елементи: кінь, як пацієнт, поруч стоїть ветеринарний лікар і подає йому ліки у чаші. Вартість робіт становила 550 тисяч гривень. Ці кошти протягом 25 років збирали працівники університету на окремий благодійний рахунок.[3]

Також на фасаді готелю «Жорж» є рельєф «Св. Юрій Змієборець». На фасаді будинку по вул. Горської (біля Привокзального базару) є рельєф, на якому зображено Тадеуша Косцюшку на коні. Фігура лежачого коня є на будинку арсеналу Сенявських (тепер Відділ Мистецтв Наукової бібліотеки імені Василя Стефаника НАН України) на вул. Бібліотечній, 2.

Юрію Змієборцю

### Кульчиці
У с. Кульчиці Самбірського р-ну 11.10. 1992 відкрито монумент гетьману Петрові Сагайдачному. Скульптори — Д. Крвавич, М. Посікіра, Л. Яремчук, архітектор — М. Федик.

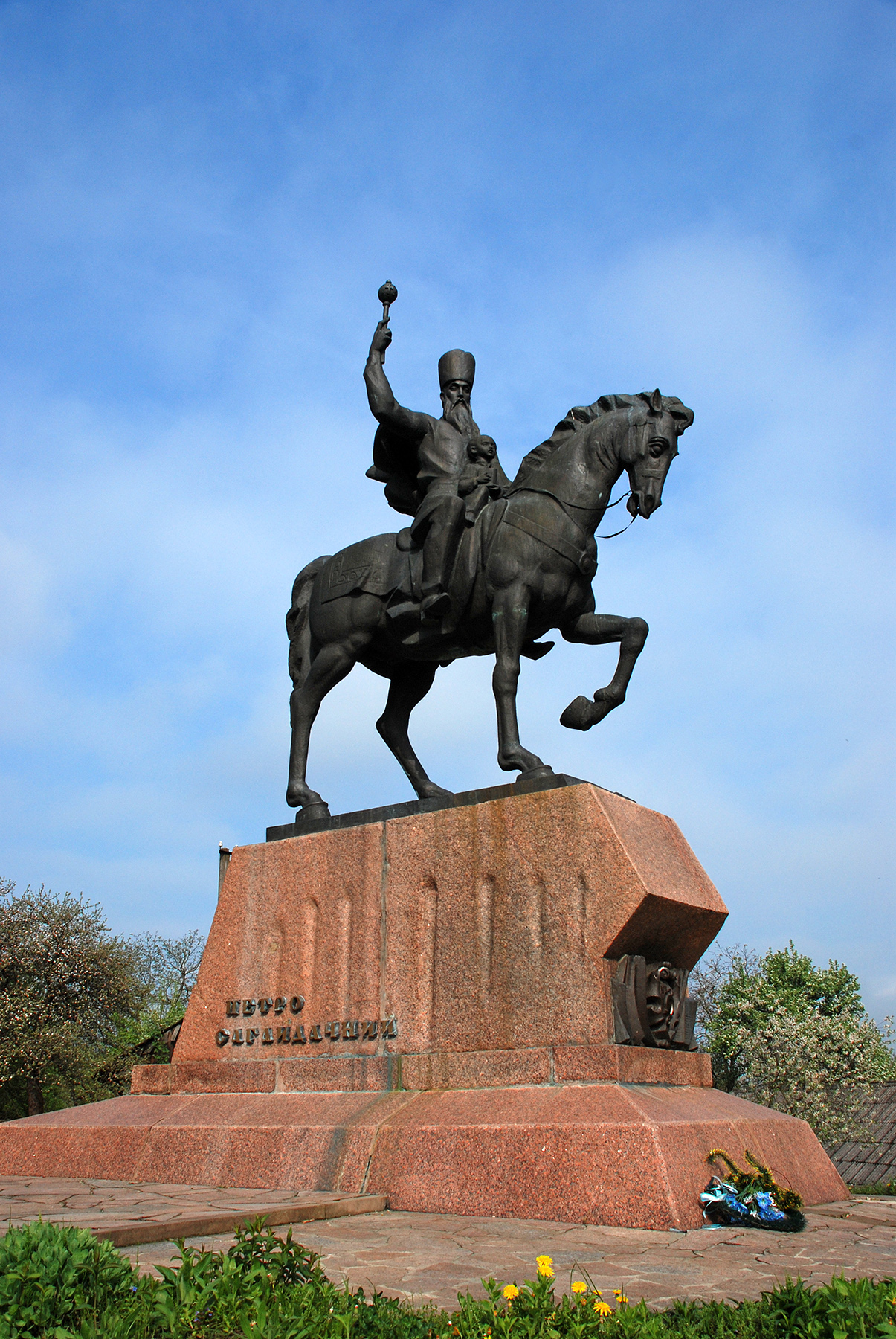
Пам'ятник Петру Сагайдачному в Кульчицях
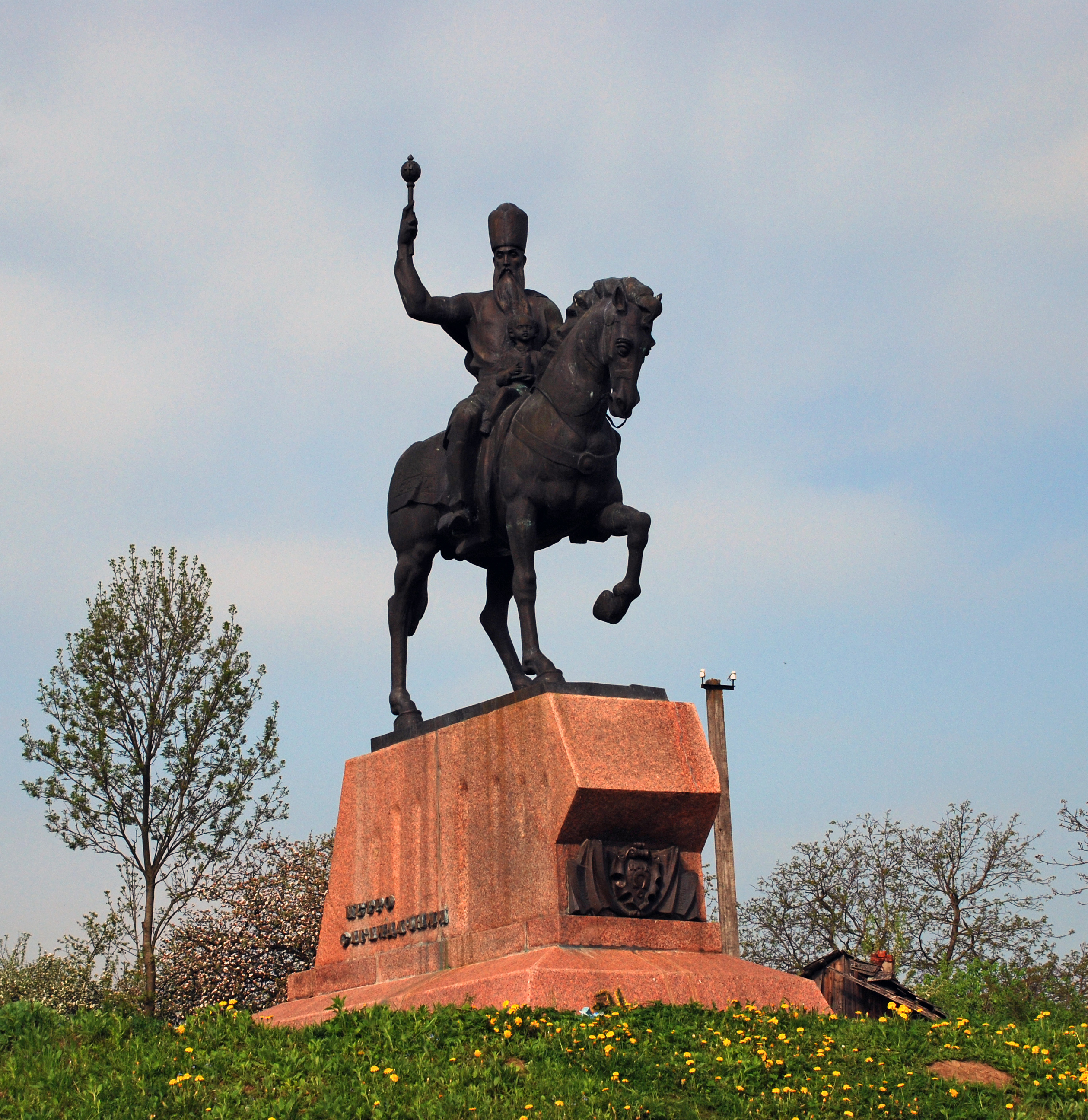
Пам'ятник Петру Сагайдачному в Кульчицях

### Крушельниця
У с. Крушельниця Сколівського р-ну відкрито скульптурну групу «Прощання повстанця». Повстанець прощається з дівчиною, біля них стоїть осідланий коник.

## Одеська область

### Одеса
1. В м. Одеса на Старобазарній площі 2.09.2003 відкрито пам'ятник отаману Чорноморського козацького війська Антону Головатому.

Пам'ятник Антону Головатому в Одесі

2. У 2004 р. на вул. Пушкінській споруджено Пам'ятник апельсину. На ньому є фігури коней. На даний час скульптуру розміщено на бул. Жванецького.
3. 29.09.2012 р. на перетині п-кту Добровольського та Миколаївської дороги встановлено памʼятник Олександру Суворову на коні, копію роботи скульптора Бориса Едуардса в Ізмаїлі.

## Полтавська область

### Келеберда
У с. Келеберда Кременчуцького району 1.04.2009 відкрито пам'ятник Тарасу Бульбі (з конем). Скульптор Володимир Чепелик.

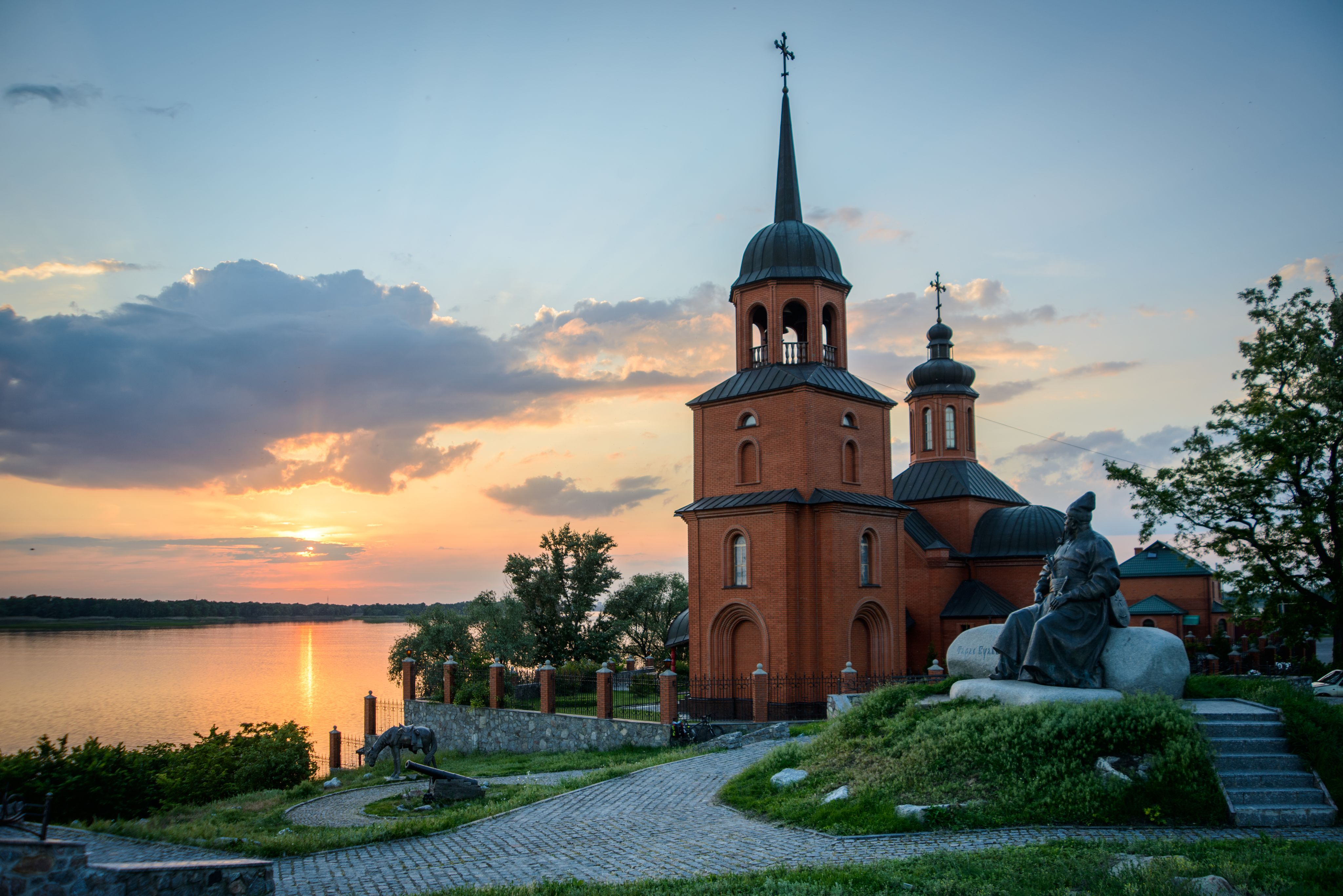

### Петрівці
У с. Петрівці Миргородського р-ну (Дібрівський кінний завод) є пам'ятник Орловському рисаку.

## Рівненська область

### Дубно
14 жовтня 2017 р. у м. Дубно урочисто відкрито пам'ятник Борцям за волю України. Прототипом вершника став гоголівський тарас Бульба.

## Сумська область

### Конотоп
6 вересня 2008 року у центрі міста, на Конотопському бульварі, був відкритий пам'ятник Коню.

### Велика Писарівка
В смт Велика Писарівка є Братська могила борців за радянську владу 1919-30 рр. У 1979 р. на могилі встановлено бетонну фігуру будьонівця з конем авторства скульптора І. Штанова та архітектора В. Заговори. Недригайлів
У Недригайлові Сумської обл. 23 жовтня 2012 р. відкрилили пам’ятник останньому кошовому отаманові Січі Запорозької Петру Калнишевському.

## Тернопільська область

### Тернопіль

Пам'ятник князю Данилові Галицькому, Тернопіль, Майдан Волі

У Тернополі на майдані Волі 8 жовтня 2002 року відкрито пам'ятник князю Данилові Галицькому. Скульптори — Борис Рудий, Богдан Рудий, архітектор — Олександр Міщук. Монумент встановлено на місці кінного пам'ятника Юзефу Пілсудському авторства скульптора Ґловінського. Монумент був встановлений 11 листопада 1935 року, а знищений в Другу світову війну.

### Новосілка
У селі Новосілка Заліщицького району споруджено монумент Борцям за волю України (дві кінні фігури).

## Харківська область

### Харків
У Харкові 2004 року на проспекті Незалежності відкрито пам'ятник засновникам Харкова (легендарний козак Харко) авторства скульптора Зураба Церетелі.

## Херсонська область

### Каховка
На околиці м. Каховка (5 км на ПН-ЗХ)у 1967 р. споруджено монумент «Легендарна тачанка» авторства скульпторів Ю. Лоховініна, Л.Міхайленка, Л.Родіонова та архітектора Є.Полторацького.

## Хмельницька область

### Хмельницький
1. У м. Хмельницький на вул. Гагаріна 28. 09.1993 відкрито пам'ятник гетьману Богдану Хмельницькому. Скульптор В. Борисенко, архітектор — М. Копил.

Пам'ятник гетьману Богдану Хмельницькому у м. Хмельницький

2. У місті Хмельницький є пам'ятник-фонтан барону Мюнхгаузену. Цей монумент авторства скульпторів Михайла Андрійчука та Григорія Мамона споруджено у 1970 р.

## Черкаська область

### Умань
Пам'ятник Залізняку і Гонті відкрито 21 листопада 2015 року. Скульптура зображає зустріч Залізняка та Гонти верхи на конях, котрі відповідно тримають витягнуте догори руків'я шаблі та піднятого списа.

Будівництво пам'ятника було заплановане міською владою ще 1968 року.

### Чигирин
У м. Чигирин на Камінній горі у 1967 р. (рек. 1974) споруджено монумент гетьману Богдану Хмельницькому. Скульптори М. Вронський, А. Олійник, архітектор — В. Гнєздилов. Серед фігур монумента є козак на коні.

На межі Чигиринського і Черкаського районів є скульптурний знак «Чигиринщина» (козак на коні).

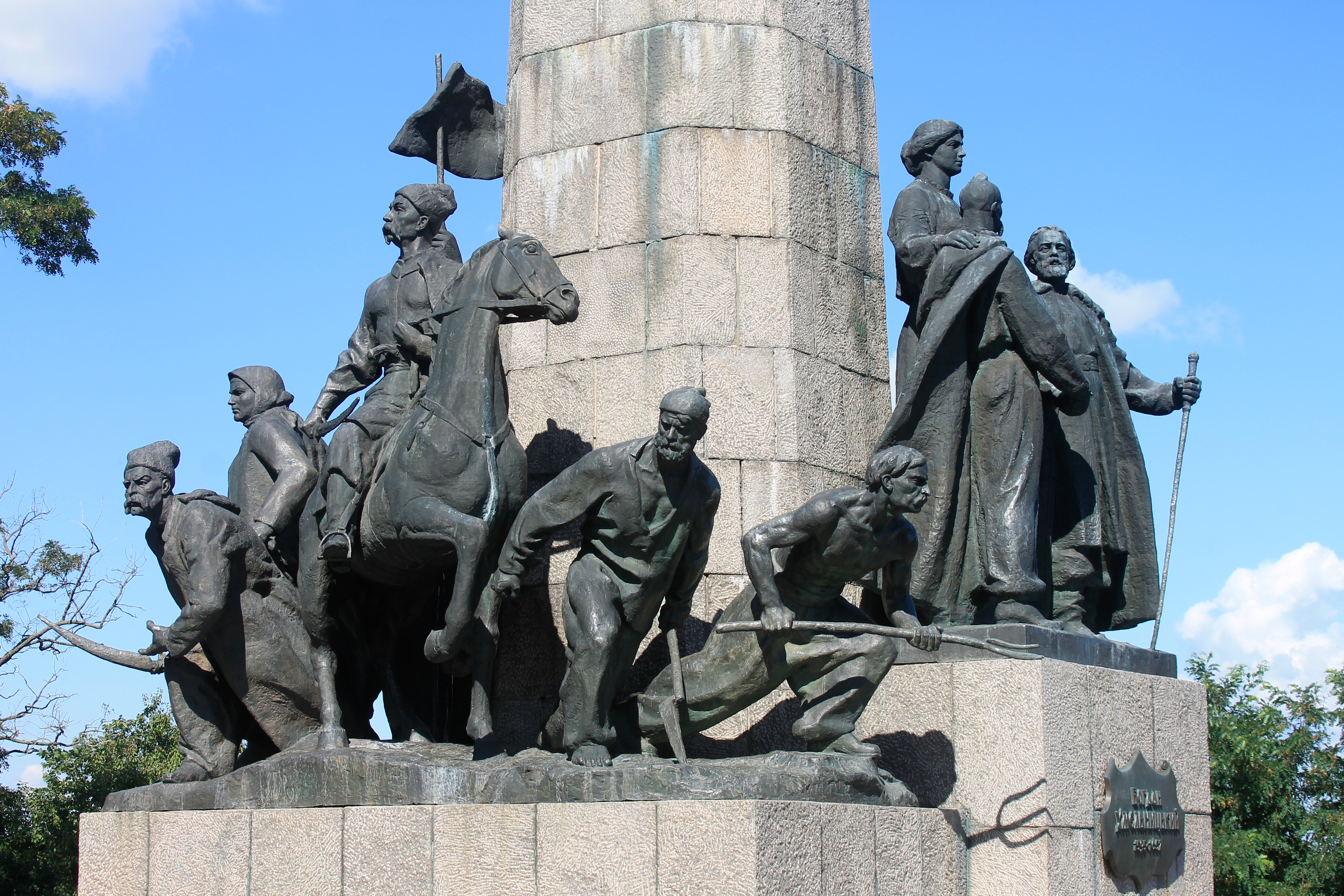
Монумент козака на коні. Частина пам'ятника Богдану Хмельницького у Чигирині

### Монастирище
У січні 2018 р. у черкаському райцентрі Монастирище встановили пам’ятник полковнику Івану Богуну, який у 1653 році звільнив місто від польських завойовників на чолі зі Стефаном Чарнецьким. 

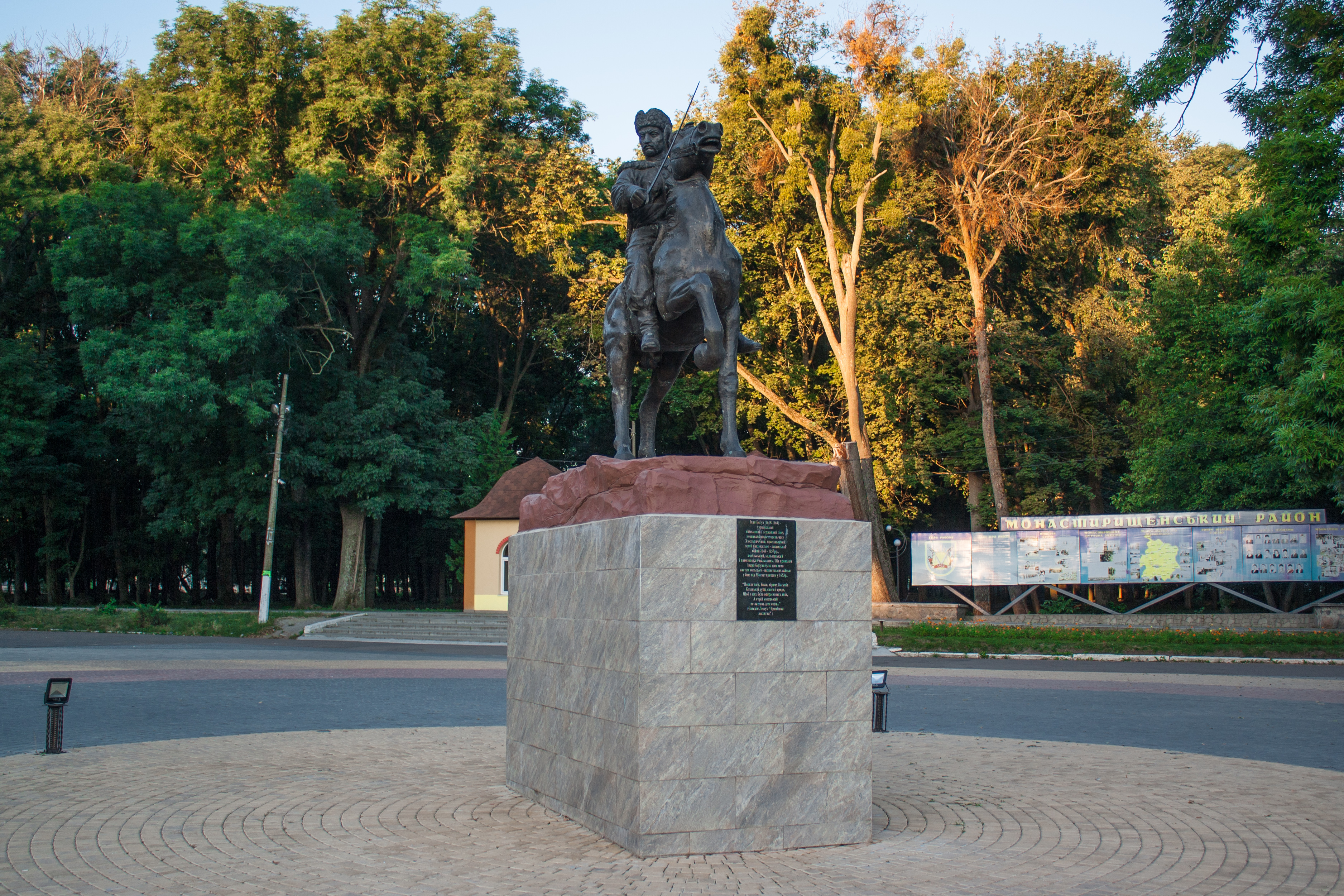
Пам'ятник Івану Богуну у Монастирищі

## Чернігівська область

### Новгород-Сіверський
У м. Новгород-Сіверський у вересні 1989 споруджено пам'ятник князю Ігору Святославовичу авторства скульптора А.Куща та архітекторів М.Бановського, В.Павленка.

Пам'ятник князеві Ігорю в Новгороді-Сіверському

## АР Крим

### Севастополь
У м. Севастополь в парку Перемоги є монумент Перемоги. На колоні знаходиться фігура св. Юрія Змієборця.